# غزوة الشيخ سعيد

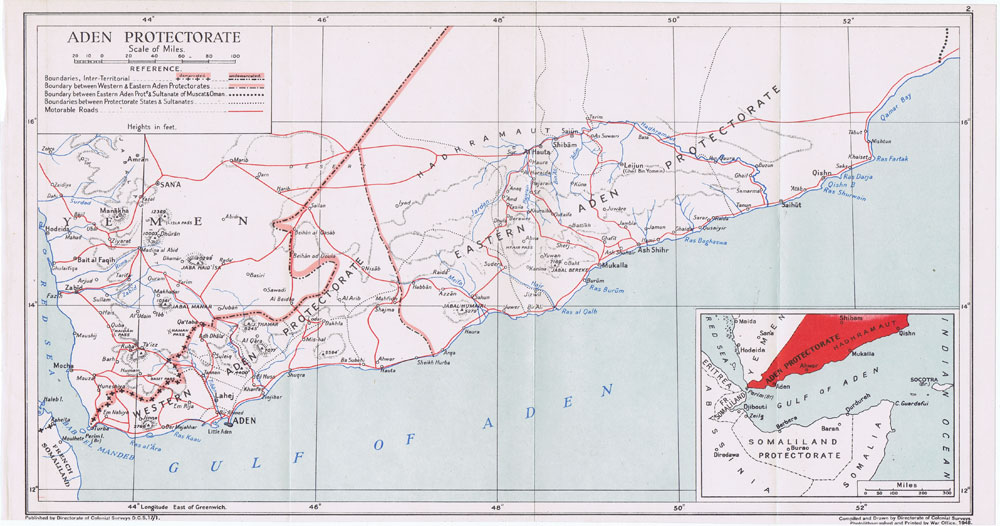
خريطة محمية عدن

كان غزو الشيخ سعيد (بالإنجليزية: invasion of Cheikh Said)‏ جزءًا من حملات العثمانيين في جنوب الجزيرة العربية في الحرب العالمية الأولي للاستيلاء على عدن ، وهي مستعمرة تابعة للتاج البريطاني. هو هجوم بريطاني بقيادة إتش في كوكس لتدمير الأعمال العثمانية والآبار والأسلحة الموجودة لديهم في 10 نوفمبر 1914. أدى ذلك إلى تراجع العثمانيين وانتصار بريطاني كامل في اليوم التالي. 

## خلفية
أعلنت بريطانيا الحرب على الدولة العثمانية في 5 نوفمبر 1914. ردًا على ذلك، أعلن العثمانيون أنفسهم الحرب على البريطانيين بعد ستة أيام. منذ بداية الحرب، خطط العثمانيون مع القبائل العربية للاستيلاء على مستعمرة التاج البريطاني في عدن والمناطق النائية، محمية عدن . ولتنفيذ الخطة، احتفظ العثمانيون بحصن صغير يحرس مدخل البحر الأحمر في جبل الشيخ سعيد ،  وهي شبه جزيرة تبرز في البحر الأحمر باتجاه جزيرة ميون . في هذه الأثناء، أمرت بريطانيا اللواء الهندي التاسع والعشرين ، بقيادة العميد إتش في كوكس ، الذي كان في طريقه من الهند إلى السويس ، بوقف رحلته للقبض على الشيخ سعيد وتدمير القوات العثمانية المتجمعة هناك. 

## المعركة
في 10 نوفمبر، أرسل البريطانيون وسائل نقل مكونة من ثلاث كتائب من اللواء الهندي التاسع والعشرين والرواد السيخ الثالث والعشرين (بالإنجليزية: 29th Indian Brigade and 23rd Sikh Pioneers)‏ لشن هجوم على الحامية العثمانية الموجودة في شبه الجزيرة. برفقة الطراد المدرع إتش إم إس دوق إدنبره ، فتحوا النار على الحامية العثمانية بينما كانت وسائل النقل تبحث عن مكان للهبوط. ومع ذلك، كان من المستحيل على القوات الهبوط في الموقع المخطط له مسبقًا بسبب الطقس وهبطت القوات في مكان آخر بعيدًا قليلاً تحت نيران غطاء الطراد المدرع. قام اللواء الهندي التاسع والعشرون ورواد السيخ الثالث والعشرون جنبًا إلى جنب مع البحارة الذين انضموا إلى عملية الإنزال باقتحام موقع العثمانيين وأجبروا الأتراك على ترك بنادقهم الميدانية خلفهم والتراجع. في اليوم التالي، مع عملية الهدم البحرية، فقدت التحصينات العثمانية أمام القوات البريطانية.  وبعد الاستيلاء عليها، قام البريطانيون بتفجير حصن العثمانيين هناك.

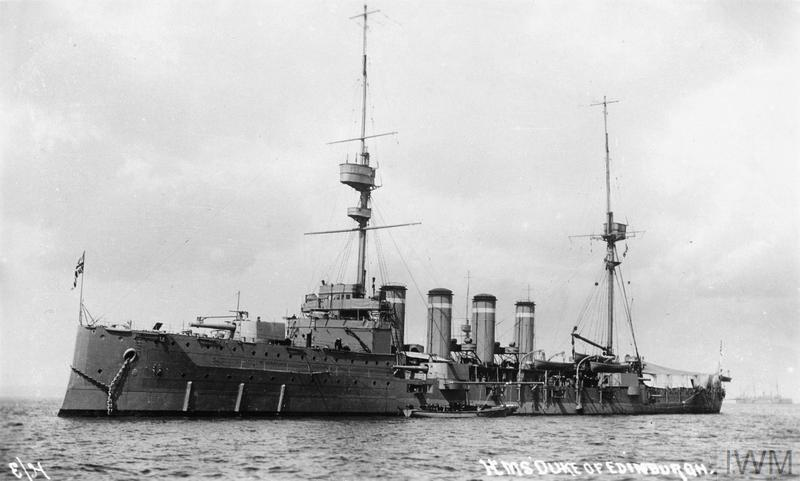
الطراد المدرع.

## بعد الهبوط
ما تلا ذلك هو أن فوغان كوكس واصل طريقه إلى السويس . لأنه لم يكن من المناسب مواصلة الهجوم في الداخل. وكان للعثمانيين بقوتها قوات متمركزة شمال حدود محمية عدن. ومن تأثيره، كان انطلاقة مسرح عدن . وفي يوليو 1915، استعادت القوات العثمانية شبه الجزيرة حتى استسلامها في 19 يناير 1919.